# Jewgienij Czazow
Jewgienij Iwanowicz Czazow (ros. Евге́ний Ива́нович Ча́зов, ur. 10 czerwca 1929 w Niżnym Nowogrodzie, zm. 12 listopada 2021 w Moskwie) – radziecki kardiolog, doktor nauk medycznych, profesor, akademik Akademii Nauk ZSRR, minister ochrony zdrowia ZSRR (1987-1990), Bohater Pracy Socjalistycznej (1978).

## Życiorys
W 1953 ukończył Kijowski Instytut Medyczny, później studiował terapię szpitalną u kardiologa A. Miasnikowa w 1 Instytucie Medycznym w Moskwie, gdzie 1956 został kandydatem nauk medycznych, później był pracownikiem naukowym w Instytucie Terapii Akademii Nauk Medycznych ZSRR. W 1963 został doktorem nauk medycznych, w 1965 profesorem, w latach 1965–1967 był dyrektorem Instytutu Terapii Akademii Nauk Medycznych ZSRR, przemianowanego 1967 na Instytut Kardiologii, a 1976 na Instytut Kardiologii Klinicznej im. Miasnikowa, 1967-1986 był szefem 4 Głównego Zarządu przy Ministerstwie Ochrony Zdrowia ZSRR. Podczas pracy stosował leczenie trombolityczne; od 1960 zaczął stosować leki trombolityczne w leczeniu zawałów. Wniósł poważny wkład w rozwój nauki medycznej w ZSRR. W latach 1968–1986 zastępca ministra, a od 17 lutego 1987 do 20 marca 1990 minister ochrony zdrowia ZSRR. Jako główny terapeuta był osobistym lekarzem przywódców ZSRR: Leonida Breżniewa, Jurija Andropowa, Konstantina Czernienki, Michaiła Gorbaczowa, prezydenta Rosji Borysa Jelcyna, i przywódców innych państw. W Księdze Rekordów Guinnessa figuruje jego nazwisko jako lekarza, który leczył 19 przywódców 16 państw. W 1971 został akademikiem Akademii Nauk Medycznych ZSRR, a w 1979 akademikiem Akademii Nauk ZSRR (od 1991 RAN). W 1974 wybrany deputowanym Rady Najwyższej ZSRR (do 1989). Autor ponad 500 prac naukowych, w tym 15 monografii, z dziedziny problemów kardiologii klinicznej. W latach 1981–1982 zastępca członka, a 1982–1990 członek KC KPZR. Honorowy obywatel Niżnego Nowogrodu (26 kwietnia 2009) i Biszkeku. Pochowany na Cmentarzu Nowodziewiczym w Moskwie.

## Odznaczenia i nagrody
- Złoty Medal „Sierp i Młot” Bohatera Pracy Socjalistycznej (27 czerwca 1978)
- Order Lenina (czterokrotnie - 1969, 1976, 1978 i 1981)
- Order „Za zasługi dla Ojczyzny” I klasy (10 czerwca 2009)
- Order „Za zasługi dla Ojczyzny” II klasy (12 czerwca 2004)
- Order „Za zasługi dla Ojczyzny” III klasy (25 października 2014)
- Nagroda Leninowska (1982)
- Nagroda Państwowa ZSRR (trzykrotnie - 1969, 1976 i 1991)
- Nagroda Państwowa Federacji Rosyjskiej (2003)
- Nagroda Rady Ministrów ZSRR
- Złoty Medal im. Łomonosowa Rosyjskiej Akademii Nauk (2003)
- Order Palm Akademickich (Francja)
- i inne